# Античне віршування
Античне віршування (лат. antiquus — давній) — різновид квантитативного віршування, що склався в еллінську та римську добу. Характеризується чергуванням довгих та коротких складів, бо в античних мовах різнилися довгі та короткі звуки. Стопа нагадувала музичний такт, зумовлюючи не читання, а наспівування віршованого тексту. Найпростішим елементом ритмотворення вважалася мора як одиниця довготи: короткий склад дорівнював одній морі (˘), довгий — двом (—); обидві формували стопу.

### Основні стопи античного віршування
Основні стопи античного віршування такі:
двоскладові (на три мори): 
- ямб ( ˘  — ),
- хорей, або трохей (— ˘  ),
- трибрахій ( ˘  ˘  ˘  );

трискладові (на чотири мори): 
- дактиль (—  ˘  ˘ ),
- анапест ( ˘  ˘  — ),
- спондей ( ------);

п’ятискладові: 
- бакхій та антибакхій (  ˘  ----- та ------- ˘  ),
- кретик (—  ˘  — ),
- амфімакр ( ------ ˘  )
- та чотири пеони ( —  ˘  ˘  ˘  ,  ˘  —  ˘  ˘  , ˘  ˘  — — );

шестискладові; 
- молос ( --------- ),
- хоріямб (—  ˘  ˘  — ),
- антиспаст (  ˘  ------ ˘  ),
- два іоники ( ˘  ˘  ------ ,------ ˘  ), висхідний та низхідний;

семиморні; 
- чотири епітрити(  ˘  ---------,—  ˘  ------ ,------ ˘  — ,----------  ˘  ).

Короткі триморні, подеколи чотириморні стопи об’єднувалися в пари — диподії, де одна з них має посилений ритмічний наголос, адже в кожній стопі розрізняються сильна частина, названа арсисом (власне довгий склад), та слабка, або тесис (короткий склад), які в перекладах нині передаються у вигляді наголошених та ненаголошених складів. 
Античний вірш складався з однакових стоп, отримуючи відповідну назву, як-от дактилічний гекзаметр, ямбічний триметр (чотири диподії), трохеїчний тетраметр (чотири диподії). Рівноскладові стопи при цьому можуть взаємозамінюватися, як, наприклад, у ямбічному триметрі ямб ( ˘  — ) на спондей (------), збагачуючи таким чином ритмометричні особливості навіть у межах стопи. Особливої винахідливості античні поети досягли у ліриці, вживаючи складні віршові конструкції з перемінним тактом-стопою, тобто логаеди; періодичність виявляється тут не в межах віршового рядка, а строфи, власне неримованих чотиривіршів (спарених двовіршів)з чітко визначеною періодичністю. Найпопулярнішими були алкеєва строфа, сапфічна строфа та ін.
Пізніше у новоєвропейській поезії втратилося відчуття довгих та коротких складів, котрі визначали специфіку античного віршування, але термінологія, набувши нового змістового наповнення, збереглася, підпорядкована вже новим версифікаційним принципам